# Richard Temple-Nugent-Brydges-Chandos-Grenville, 3:e hertig av Buckingham och Chandos
Richard Plantagenet Campbell Temple-Nugent-Brydges-Chandos-Grenville, född 1823, död 1889, var en brittisk aristokrat och ämbetsman.

## Biografi
Richard Plantagenet Campbell Temple-Nugent-Brydges-Chandos-Grenville var son till Richard Temple-Nugent-Brydges-Chandos-Grenville, 2:e hertig av Buckingham och Chandos och lady Mary Campbell.
Han blev hertig av Buckingham och Chandos vid faderns död 1861, var medlem av underhuset som markis av Chandos 1846–1857, 1852 skattkammarlord i ministären Derby, 1866–1868 i Derbys tredje ministär först Lord president of the council, sedan kolonialminister och 1875–1880 guvernör i Madras, där han med kraft sökte bekämpa hungersnöden 1876–1877.

### Familj
Hertigen dog utan manlig arvinge, varför hertigtiteln dog ut med honom. Han var gift 1:a gången 1851 med Caroline Harvey (1824–1874). Gift 2:a gången 1885 med Alice Anne Graham-Montgomery (1847–1931).
Barn:
- Mary Temple-Nugent-Brydges-Chandos-Grenville, Lady Kinloss (1852–1944), gift med major Luis Ferdinand Harry Courthorpe Morgan-Grenville
- Lady Anne Temple-Gore-Langton (1853–1890), gift med överstelöjtnant George Rowley Hadaway
- Caroline Jemima Elizabeth Temple-Gore-Langton (1858–1946)